# Annakarin Nyberg
Annakarin Nyberg, född 13 november 1975, är en svensk internetforskare, författare och föreläsare.
Nyberg har studerat systemvetenskap. Hon blev 2008 filosofie doktor på en avhandling om digitala artefakter i människors vardagsliv, och blev sedan lektor i informatik vid Umeå universitet. Hon fokuserar på att analysera samhällets datorisering. Parallellt med detta arbetar hon med digital och analog produkt- och tjänsteutveckling. Tillsammans med Clara Lidström har hon skrivit flera faktaböcker riktade mot barn. Hon har även gett ut böckerna Sociala medier och härskartekniker och Digitalt entreprenörskap om den kommersiella bloggvärlden. Tillsammans med Clara Lidström har hon även lanserat klädkollektionen Miss Clarity.
Hon är bosatt i Västerbotten. År 2017 var hon värd för Sommar i P1.